# Загальні принципи права Європейського Союзу
Загальні принципи права Європейського Союзу — загальні принципи права, які застосовуються Судом Європейського Союзу та національними судами держав-членів при визначенні законности законодавчих та адміністративних заходів у межах Європейського Союзу. Загальні принципи права Європейського Союзу можуть бути виведені із загальних правових принципів у різних державах-членах ЄС або загальних принципів, які містяться в міжнародному праві, праві Ради Європи чи праві Європейського Союзу. Загальні принципи права слід відрізняти від норм права, оскільки принципи є більш загальними та відкритими в тому сенсі, що їх потрібно відточити, щоб застосовувати до конкретних випадків із правильними результатами.
Загальні принципи права Європейського Союзу – норми права, які суддя Європейського Союзу, засідаючи, наприклад, у Суд Справедливости, має знайти та застосувати, але не створюючи нові принципи. Зокрема, щодо фундаментальних прав стаття 6(3) Договору про Європейський Союз передбачає:
Основні права, гарантовані Європейською конвенцією про захист прав людини та основоположних свобод і випливають із конституційних традицій, спільних для держав-членів, становлять загальні принципи законодавства Союзу.
Крім того, стаття 340 Договору про функціонування Європейського Союзу (раніше стаття 215 Договору про заснування Європейської економічної спільноти) прямо передбачає застосування «загальних принципів, спільних для законодавства держав-членів» у разі позадоговірної відповідальности.
На практиці Європейський Суд застосував загальні принципи до всіх аспектів права Європейського Союзу. Формулюючи загальні принципи, судді Європейського Союзу спираються на різноманітні джерела, зокрема: міжнародне публічне право та його загальні принципи, притаманні всім правовим системам; національні закони держав-членів, тобто загальні принципи, загальні для законів усіх держав-членів, загальні принципи, що випливають із права Європейського Союзу, та основні права людини. Знайдено та застосовано загальні принципи, щоб уникнути відмови у правосудді, заповнити прогалини в законодавстві Європейського Союзу та посилити узгодженість права Європейського Союзу.
Прийняті загальні принципи права Європейського Союзу включають основоположні права і свободи, пропорційність, правову визначеність рівність перед законом, примат права Європейського Союзу, передача повноважень (делегування суверенітету) та субсидіарність. У справі T-74/00 Artegodan  Загальний суд (тоді Суд першої інстанції) виявилося готовим екстраполювати обмежене положення принципу обережности в екологічній політиці в статті 191 (2) ДФЄС до загального принципу права ЄС.

## Основоположні права і свободи
Фундаментальні права, як і права людини, були вперше визнані Європейським судом на основі аргументів, наведених Конституційним судом Німеччини у справі Штаудер проти міста Ульм 29/69 стосовно схеми Європейського Співтовариства щодо забезпечення дешевим маслом одержувачів соціальних виплат. Коли справу було передано до Європейського суду згідно з рішенням Конституційного суду Німеччини, Європейське співтовариство не могло «зашкодити основним правам людини, закріпленим у загальних принципах права Спільноти та захищеним Судом». Ця концепція була далі розвинена Європейським судом у справі Solange I [1970] ECR 1125, справа 11/70, коли було постановлено, що «повага до фундаментальних прав є невід’ємною частиною загальних принципів права, які захищає Суд. Захист таких прав, хоча й надихається конституційними традиціями, спільними для держав-членів, має бути забезпечений. забезпечується в рамках структури та цілей Спільноти». Згодом у справі J Nold проти Комісії 4/73 Суд Справедливости повторив, що права людини є невід’ємною частиною загальних принципів права Європейського Союзу і що як такий Суд Справедливости був зобов’язаний черпати натхнення з конституційних традицій, спільних для держав-членів. Таким чином, Суд Справедливости не може підтримувати заходи, які є несумісними з основними правами, визнаними та захищеними в конституціях держав-членів. Суд Європейського Союзу також встановив, що «міжнародні договори про захист прав людини, над якими співпрацювали держави-члени або які вони підписали, можуть надавати керівні принципи, яких слід дотримуватися в рамках права Співтовариства».

### Хартія основних прав Європейського Союзу
Жоден з первинних договорів про заснування Європейського Союзу не згадує про захист основних прав. Не було передбачено, що заходи Європейського Союзу, тобто законодавчі та адміністративні дії інституцій Європейського Союзу, будуть залежати від прав людини. У той час єдине занепокоєння полягало в тому, щоб не дозволити державам-членам порушувати права людини, тому в 1950 році було прийнято Європейську конвенцію з прав людини та засновано Європейський суд з прав людини. Суд Справедливости визнав фундаментальні права загальним принципом законодавства Європейського Союзу, оскільки необхідність забезпечити сумісність заходів Європейського Союзу з правами людини, закріпленими в конституціях держав-членів, ставала все більш очевидною. У 1999 році Європейська Рада створила орган, якому доручено розробити Європейську хартію прав людини, яка могла б стати конституційною основою для Європейського Союзу і як така спеціально розроблена для застосування до Європейського Союзу та його інституцій. Хартія основоположних прав Європейського Союзу містить перелік основоположних прав із Європейської конвенції з прав людини та основоположних свобод, Декларації основоположних прав, прийнятої Європейським парламентом у 1989 році, та договорів Європейського Союзу.
Лісабонський договір 2007 року чітко визнав основні права, передбачивши у статті 6(1), що «Союз визнає права, свободи та принципи, викладені в Хартії основних прав Європейського Союзу від 7 грудня 2000 року, прийнятій у Страсбурзі 12 грудня 2007 року, яка має таку саму юридичну силу, як і Договори». Таким чином, Хартія основних прав Європейського Союзу стала невід’ємною частиною права Європейського Союзу, кодифікуючи основні права, які раніше вважалися загальними принципами права Європейського Союзу. По суті, після Лісабонського договору Хартія та конвенція тепер співіснують відповідно до законодавства Європейського Союзу, хоча виконання першої забезпечується Європейським судом щодо заходів Європейського Союзу, а друга — Європейським судом з прав людини щодо заходів держав-членів.

### Загальний стандарт захисту
«Питання можливого порушення фундаментальних прав заходом інституцій [ЄС] можна оцінювати лише у світлі самого права [ЄС]»; «свобода займатися торгівлею або професійною діяльністю» повинна «розглядатись у світлі соціальної функції діяльности»: справа C-159/90 SPUC проти Ґроґана.
У справі C-112/00 Шмідберґер право на свободу слова обмежувало – але не безпідставно порушувало – вільний рух товарів. Право на страйк і колективні дії може становити обмеження свободи заснування, але воно може «бути виправданим переважаючою причиною суспільного інтересу»: справа C-438/05 Viking Line і справа C-341/05 Laval. Аналогічно див. справу C-36/02 Omega.
У об’єднаних справах C-402/05 P і C-415/05 P Kadi (Каді проти Ради та Комісії) постанови Ради, засновані на рішеннях Ради Безпеки Організації Об’єднаних Націй, були переглянуті відповідно до стандартів прав людини ЄС і, як наслідок, анульовані. У своєму продовженні Комісія та інші проти Каді (C-595/10 P) Суд ЄС, відхиливши апеляцію, підтвердив скасування Загальним судом обмежувальних заходів, спрямованих проти Каді.
Законодавство ЄС не поширюється на боротьбу з дискримінацією за станом здоров’я: Справа C-13/05 Sonia Chacon Navas. У всіх державах-членах Європейського Союзу існує загальний принцип права проти дискримінації та на користь рівного ставлення: Кучукдівчі проти Swedex GmbH & Co KG.

### Обсяг прав людини в ЄС
У принципі сфера захисту прав людини ЄС відповідає сфері права ЄС. Однак, навіть коли держава відступає від зобов’язань Союзу, вона повинна поважати стандарти прав людини: Справа C-260/89 ERT. Навіть якщо зв’язок між розглядуваним питанням і законодавством ЄС слабкий, законодавство ЄС все одно може застосовуватися і таким чином посилатися на стандарти прав людини: Справа C-60/00 Мері Карпентер.

## Правова визначеність
Концепція правової визначености була визнана одним із загальних принципів права Європейського Союзу Судом Справедливости з 1960-х років. Це важливий загальний принцип міжнародного права та публічного права, який виник перед правом Європейського Союзу. Як загальний принцип у праві Європейського Союзу це означає, що закон має бути певним, оскільки він є ясним і точним, а його правові наслідки передбачувані, особливо у застосуванні до фінансових зобов’язань. Прийняття законів, які матимуть юридичну силу в Європейському Союзі, повинно мати відповідну правову основу. Законодавство держав-членів, яке імплементує законодавство Європейського Союзу, має бути сформульоване таким чином, щоб воно було чітко зрозумілим для тих, на кого поширюється дія закону.

### Ясність
Правова певність, частина правового порядку ЄС, «вимагає, щоб правові норми були чіткими та точними, і має на меті забезпечити, щоб ситуації та правові відносини, які регулюються правом [Союзу], залишалися передбачуваними»: Справа C-63/93 Duff та інші проти Міністра сільського господарства та продовольства.
Особи «повинні мати переваги чіткої та точної правової ситуації, що дозволяє їм переконатися в повному обсязі своїх прав і, у разі необхідности, покладатися на них у національних судах»; це не той випадок, коли держава-член не транспонує директиву належним чином, незважаючи на прецедентне право, яке тлумачить національне законодавство відповідно до директиви: Справа C-236/95 Комісія проти Греції.

### Законне очікування
Доктрина законних очікувань, яка бере свій початок у принципах правової визначености та добросовісности, також є центральним елементом загального принципу правової визначености в праві Європейського Союзу. Доктрина законного очікування стверджує, що «ті, хто діє добросовісно на основі закону, яким він є або здається таким, не повинні розчаровуватися у своїх очікуваннях». Це означає, що інституція Європейського Союзу, спонукавши сторону до певних дій, не повинна відмовлятися від своєї попередньої позиції, якщо це призведе до збитків сторони.
Суд Справедливости розглянув доктрину законних очікувань у справах, у яких стверджувалося про порушення загального принципу правової визначености в численних справах, пов’язаних із сільськогосподарською політикою та постановами Європейської ради, головною з яких була справа Малдер проти міністра ван Ландбоу ен Віссерія [1988] ECR 2321, справа 120/86. Якщо виробник «був заохочений заходом Спільноти призупинити збут [своїх продуктів] на обмежений період у загальних інтересах і за сплату збитків, він може законно розраховувати, що після закінчення терміну дії його зобов’язання не підлягатиме обмеженням, які конкретно стосуються його саме тому, що він скористався можливостями, наданими положеннями Спільноти»: Справа 120/86 Mulder проти Міністра ван Ландбоу ен Віссерія.
«На принцип захисту законних очікувань можна посилатися як проти правил Спільноти лише в тій мірі, у якій саме Спільнота раніше створила ситуацію, яка може породжувати законні очікування»: C-177/90 Kühn v Landwirtschaftskammer Weser-Ems. Це підтверджується в Duff : "економічні суб'єкти не можуть законно розраховувати, що вони не підлягатимуть обмеженням, які випливають з майбутніх правил ринкової чи структурної політики".

### Відсутність зворотної дії
У законодавстві Європейського Союзу загальний принцип правової визначености забороняє закони, що мають зворотну силу: закони не повинні набирати чинности до їх публікації. Загальний принцип також вимагає, щоб достатньо інформації було оприлюднено, щоб сторони могли знати, що таке закон, і дотримуватися його. Наприклад, у справі Opel Austria проти Ради [1997] ECR II-39, справа T-115/94 Суд Справедливости постановив, що регламент Європейської ради не набув чинности, доки він не був опублікований. Компанія Opel подала позов на підставі того, що відповідний регламент порушує принцип правової визначености, оскільки він юридично набув чинности до того, як про нього було повідомлено та опубліковано регламент.
«Хоча загалом принцип правової визначености виключає набуття чинности заходом Спільноти з моменту часу до його публікації, у виняткових випадках це може бути інакше, якщо цього вимагає мета, яка має бути досягнута, і якщо законні очікування зацікавлених осіб належним чином поважаються»: Справа 99/78 Decker v Hauptzollamt Landau.

### Зловживання повноваженнями
Тест на зловживання повноваженнями є ще одним важливим елементом загального принципу правової визначености в праві Європейського Союзу. Законні повноваження не повинні використовуватися з будь-якою іншою метою, крім тієї, для якої вони були надані. Відповідно до тесту на зловживання владою, рішення інституції Європейського Союзу є лише зловживанням владою, якщо «на основі об’єктивних, доречних і послідовних доказів видається, що вони були прийняті з виключною або головною метою досягнення мети, відмінної від заявленої». Рідкісний випадок, коли Суд Справедливости постановив, що інституція Європейського Союзу зловживала своїми повноваженнями, а отже, порушила загальний принцип правової невизначености, – Giuffrida проти Комісії [1976] ECR 1395, справа 105/75. Загальний принцип правової визначености особливо суворо застосовується, коли законодавство Європейського Союзу накладає фінансовий тягар на приватні особи.

## Пропорційність
Правова концепція пропорційности визнана одним із загальних принципів права Європейського Союзу Судом Справедливости з 1950-х років. Вперше він був визнаний Судом Справедливости у справі Federation Charbonniere de Belgique проти Високої влади [1954] ECR 245, справа C8/55 та в Internationale Handelsgesellschaft v Einfuhr- und Vorratsstelle Getreide [1970] ECR 1125, справа 11/70, європейський генеральний адвокат надав раннє формулювання загального принципу пропорційність, стверджуючи, що «свобода дій особи не повинна бути обмежена понад міру, необхідну в суспільних інтересах». З тих пір загальна концепція пропорційности отримала подальший розвиток, зокрема у справі R проти міністра сільського господарства, рибальства та продовольства ex parte Fedesa [1990] ECR 1–4023, справа C-331/88, у якій була оскаржена європейська директива, що забороняє використання певних гормональних речовин у тваринництві. У своєму рішенні Суд Справедливости постановив, що в силу загального принципу пропорційности законність Директиви залежить від того, чи вона була доцільною та необхідною для досягнення цілей, законно переслідуваних відповідним законом. Коли був вибір між декількома відповідними заходами, слід застосувати найменш обтяжливий, і будь-яка завдана шкода не повинна бути непропорційною поставленим цілям. Принцип пропорційности також визнається в статті 5 Договору про ЄС, де зазначено, що «будь-які дії Спільноти не повинні виходити за межі того, що необхідно для досягнення цілей цього Договору».
Тому професор Ґрейн де Бурка сперечався, що загальний принцип пропорційности в праві Європейського Союзу передбачає перевірку з трьох частин: 1) чи підходить захід для досягнення законної мети, 2) чи є захід необхідним для досягнення цієї мети чи доступні менш обмежувальні засоби, і 3) чи має захід надмірний вплив на інтереси заявника. Таким чином, загальний принцип пропорційности вимагає, щоб захід був доцільним і необхідним, і як такий Суд Справедливости мав переглядати як законність заходу, так і певною мірою достоїнства законодавчих та адміністративних заходів. Таким чином, загальний принцип права Європейського Союзу пропорційности часто розглядається як найбільш далекосяжна підстава для судового перегляду та особливо важлива у справах публічного права. Однак, оскільки концепція пропорційности потенційно стосується достоїнств заходу, європейські судді можуть відкладати вибір органу влади, який прийняв захід, або приймати рішення, які часто є політичними. У справі Fedesa Суд Справедливости пояснив, що «повинно бути зазначено, що в питаннях, що стосуються спільної сільськогосподарської політики, законодавчий орган Спільноти має дискреційні повноваження, які відповідають політичним обов’язкам, наданим йому... Договором. Отже, законність заходу, ухваленого в цій сфері, може бути порушена лише в тому випадку, якщо цей захід є явно невідповідним з огляду на мету, яку прагне переслідувати компетентна установа...».
«Щоб встановити, чи відповідає положення законодавства Спільноти принципу пропорційности, необхідно з’ясувати, [1] чи засоби, які воно використовує, підходять для досягнення бажаної мети та [2] чи вони не виходять за межі того, що необхідно для її досягнення»: Справа C-426/93 Німеччина проти Ради. Це підтверджується у справі C-84/94 UK проти Ради (Директива про робочий час): «Рада повинна мати широкі дискреційні повноваження у сфері, яка, як тут, залучає законодавчу владу до прийняття рішень щодо соціальної політики та вимагає від неї проведення комплексних оцінок. Таким чином, судовий перегляд використання цього дискреційного права має обмежуватися перевіркою того, чи було воно порушене явною помилкою чи зловживанням повноваженнями, або чи відповідна установа мала явно перевищив межі свого розсуду».

### Пропорційність у діях Союзу
«Зобов’язання купувати за [...] непропорційною ціною становило дискримінаційний розподіл тягаря витрат між різними сільськогосподарськими секторами. Крім того, такий обов’язок не був необхідним для досягнення поставленої мети [...]. Тому це не може бути виправданим [...]»: Справа 114-76 Bela-Mühle проти Grows-Farm.

### Пропорційність у діях держави при імплементації права Союзу
«Оцінка пропорційности національних правил, які переслідують законну мету згідно із законодавством Спільноти, передбачає зважування національного інтересу в досягненні цієї мети проти інтересу Спільноти щодо забезпечення вільного руху товарів. У зв’язку з цим, щоб переконатися, що обмежувальні наслідки правил, про які йдеться, на торгівлю всередині Спільноти не перевищують того, що необхідно для досягнення поставленої мети, необхідно розглянути, чи є ці наслідки прямими, непрямими чи суто спекулятивними та чи не перешкоджають ці наслідки збуту імпортованих товарів більше, ніж збуту національних товарів. [... стаття 34 ДФЄС] має тлумачитися як така, що заборона, яку вона встановлює, не поширюється на національне законодавство, яке забороняє роздрібним торговцям відкривати свої приміщення по неділях»: Справа C-169/91 Stoke-on-Trent and Norwich v B&Q.
«Заборона холодних дзвінків державою-членом, з якої здійснюється телефонний дзвінок, з метою захисту довіри інвесторів до фінансових ринків цієї держави не може вважатися недоречною для досягнення мети забезпечення цілісности цих ринків»: справа C-384/93 Alpine Investments.
«[...] відповідно до правильного тлумачення [Статті 34 ДФЄС], державі-члену не заборонено вживати, на підставі положень свого національного законодавства, заходів проти рекламодавця щодо телевізійної реклами, за умови, що ці положення однаково впливають, юридично та фактично, на маркетинг вітчизняних товарів і товарів з інших держав-членів, необхідні для виконання важливих вимог загального суспільного значення або однієї з цілей, викладених у [Стаття 36 ДФЄС], є пропорційними для цієї мети, і ці цілі або основні вимоги не можуть бути досягнуті заходами, які менш обмежують торгівлю всередині Спільноти»: Справа C-34/95 De Agostini.
«Право власности, а також свобода здійснення економічної діяльности є частиною загальних принципів права Спільноти. Однак ці принципи не є абсолютними, а повинні розглядатися у зв’язку з їхньою соціальною функцією. Отже, здійснення права власности та свободи здійснення економічної діяльности можуть бути обмежені за умови, що будь-які обмеження фактично відповідають цілям загального інтересу, які переслідує Спільнота, і не становлять по відношенню до мети переслідував непропорційне та нестерпне втручання, що порушує саму суть гарантованих прав»: Об’єднані справи C-154/04 та C-155/04 The Queen, за заявою Alliance for Natural Health та інші проти державного секретаря охорони здоров’я та Національної асамблеї Вельсу.

### Горизонтальні випадки
Держава-член може покладатися на захист фундаментальних прав, за умови, що це було пропорційно, щоб виправдати обмеження свобод, передбачених Договором: справа C-112/00 Шмідберґер проти Австрії та справа C-36/02 Omega. Але так само право профспілки на колективні дії, що обмежують свободи, передбачені Договором, також підлягають перевірці пропорційности: справа C-438/05 Viking Line і справа C-341/05 Laval.

## Процесуальна автономія
Національні суди мають процесуальну автономію: «За відсутности правил Спільноти з цього питання внутрішня правова система кожної держави-члена повинна призначати суди, які мають юрисдикцію, і визначати процесуальні умови, що регулюють судові дії, спрямовані на забезпечення захисту прав, які громадяни мають від прямої дії права Співтовариства, при цьому розуміючи, що такі умови не можуть бути менш сприятливими, ніж ті, що стосуються аналогічних позовів національного характеру»: Справа 33/76 Rewe-Zentralfinanz eG і Rewe-Zentral AG проти Landwirtschaftskammer für das Saarland.